# Holly Springs (Carolina do Norte)
Holly Springs é uma cidade  localizada no estado norte-americano de Carolina do Norte, no Condado de Wake.

## Demografia
Segundo o censo norte-americano de 2000, a sua população era de 9192 habitantes.
Em 2006, foi estimada uma população de 17.425, um aumento de 8233 (89.6%).

## Geografia
De acordo com o United States Census Bureau tem uma área de
19,4 km², dos quais 19,4 km² cobertos por terra e 0,0 km² cobertos por água.

## Localidades na vizinhança
O diagrama seguinte representa as localidades num raio de 20 km ao redor de Holly Springs.